# Bonito (Italia)
Bonito (Bunìto o Bunìtë in dialetto irpino) è un comune italiano di 2 180 abitanti della provincia di Avellino in Campania.

## Geografia fisica
Il centro cittadino è situato sul versante sinistro della valle dell'Ufita, alle pendici sud-orientali del monte Calvario e al confine con la provincia di Benevento. Bonito è collegata amministrativamente ad Ariano Irpino e Avellino; da un punto di vista giudiziario dipende invece dal tribunale di Benevento.

### Territorio
Il comune si estende su 18,6 km² e ha una densità di popolazione pari a 144 abitanti/km².
Borgo collinare, sorto nel Medioevo in un territorio noto anticamente per la sua fertilità; l'economia locale è di stampo essenzialmente rurale. Quasi la metà dei bonitesi, che presentano un indice di vecchiaia compreso nei valori medi, risiede nel capoluogo comunale, posto su uno sperone roccioso; il resto della comunità si distribuisce invece nelle località di Grieci e Morroni, in un buon numero di aggregati urbani elementari e in numerose case sparse sui fondi. L'abitato è circondato da rilievi collinari dai profili dolci, rivestiti da distese di seminativi e da filari di viti che si succedono a perdita d'occhio; ricco di acque superficiali, il territorio comunale ospita inoltre vasti pascoli e una rigogliosa vegetazione riparia (pioppi, salici e ontani). Tra la sabbia e il pietrisco degli isolotti che affiorano tra le acque del fiume Ufita nidificavano in massa, fino a qualche anno fa, diverse specie di uccelli limicoli, volatili diffusi normalmente nelle aree costiere e lungo le rive dei fiumi. Sullo sfondo azzurro dello stemma comunale, concesso con Decreto del Capo del Governo, figura una banda d'oro accompagnata da sei mezzi gigli, disposti tre al di sopra e tre al di sotto della banda.

### Clima
Nel 1834 Federico Cassitto così descriveva il clima di Bonito: In un anno si contano giorni 90 perfettamente sereni, altrettanti piovosi, e 'l dippiù tra nuvoli, e varj. L'inverno vi dura da dicembro a febbrajo. Su' gioghi delle colline la neve vi rimane alla più lunga per tre giorni. Negli altri siti vi resta per poche ore. Il vento più predominante è quello di Ponente. Di pioggia per medio ne cadon pollici venti in un anno. Tutto ciò da confronti decennali delle osservazioni meteorologiche da me colà compilate attentamente.

## Storia
Le prime notizie relative all'esistenza di un centro abitato risalgono al X secolo, quando venne edificato dai longobardi il Castrum Boneti, a scopo difensivo, nella zona di confine tra la contea di Ariano e il ducato di Benevento. Passata ai Normanni nel secolo successivo, fu gravemente danneggiata dal terremoto del 1125. Fu soggetta, in epoca angioina, alla famiglia locale dei Bonito; acquistata nel 1445 dagli Orsini, fu venduta nel 1648 ai Pisaniello. Tornata tra le proprietà della famiglia Bonito nel 1674, venne poi seriamente danneggiata dapprima dal terremoto del Sannio del 1688, quindi dal terremoto dell'Irpinia del 1732. Nel 1757, sotto i Borboni, fu annessa al demanio regio. Secondo le due teorie più accreditate il toponimo deriverebbe dal sostantivo latino Bonetum, "fortificazione a forma di berretto di prete", o dal personale medievale Bonitus. Domina l'abitato il castello longobardo, più volte ristrutturato: a pianta quadrata, conserva quattro torri cilindriche e un ponte levatoio in legno. La seicentesca chiesa di Santa Maria della Valle custodisce antiche sculture di epoca romana mentre nell'oratorio della Buona Morte e nella chiesa di Sant'Antonio, entrambi del XVIII secolo, si possono ammirare rispettivamente una preziosa Annunciazione e raffinate sculture lignee dello stesso periodo.
Nell'Ottocento, all'epoca del regno delle Due Sicilie, il comune di Bonito fu aggregato amministrativamente al circondario di Grottaminarda nell'ambito del distretto di Ariano, all'interno della provincia di Principato Ultra. In epoca post-unitaria Bonito rimase a far parte del mandamento di Grottaminarda nell'ambito del circondario di Ariano di Puglia, all'interno della provincia di Avellino.
Negli anni della seconda guerra mondiale, tra il 1940 e il 1943, Bonito fu uno dei comuni della Campania destinati dalle autorità fasciste ad accogliere profughi ebrei in internamento civile. Gli internati furono liberati con l'arrivo dell'esercito alleato nel settembre 1943.

### Simboli
Lo stemma è stato riconosciuto con decreto del Capo del Governo del 29 settembre 1936.
Il gonfalone è un drappo di azzurro concesso con regio decreto del 3 settembre 1936.

## Monumenti e luoghi d'interesse
- Torre normanna

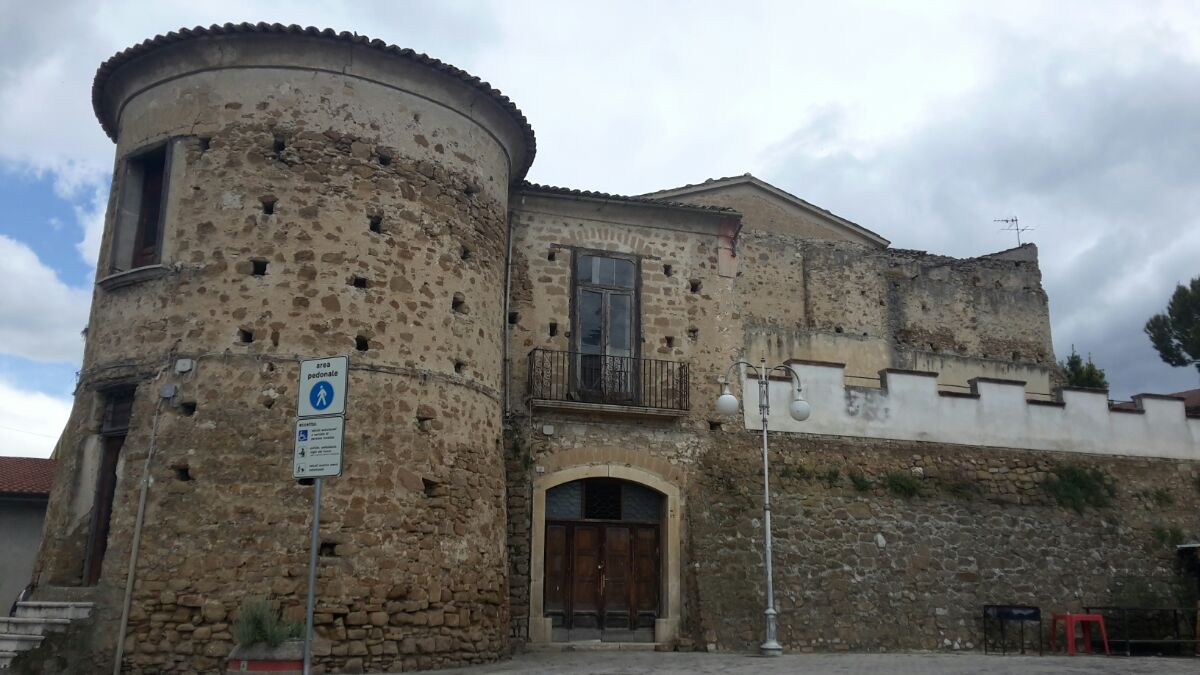
Il castello

- Chiesa di Sant'Antonio e Convento Francescano
- Chiesa di San Domenico
- Chiesa di San Giuseppe
- Chiesa Madre di Santa Maria Assunta
- Chiesa di San Crescenzo Martire
- Santuario di Santa Maria della neve
- Cappella Vincenzo Camuso
- Fregio dorico
- Museo della civiltà contadina
- Murales
- Chiesa di Santa Maria della Valle: chiesa rurale nella valle dell'Ufita, inagibile dal 1977 a causa di una frana; sul suo sagrato si ergono alcuni cipressi monumentali[11].

## Società

### Evoluzione demografica
Abitanti censiti

### Lingue e dialetti
Accanto alla lingua italiana, nel territorio comunale è in uso una varietà del dialetto irpino.

### Religione
Il territorio di Bonito appartiene alla diocesi di Ariano Irpino-Lacedonia.

## Economia
L'agricoltura, specializzata nella produzione di grano, uva e olive, costituisce la principale fonte di reddito e di occupazione locale.
Il settore secondario si compone di imprese a carattere artigianale attive nei comparti delle confezioni, del legno, delle calzature, della lavorazione dei metalli e, soprattutto, del settore agro-alimentare.
Di notevole rilevanza è infatti la produzione di uva da vino aglianico (Bonito fa parte del comprensorio del "Taurasi" d.o.c.g.) nonché dell'olio DOP extravergine "Irpinia - Colline dell'Ufita".

## Infrastrutture e trasporti
Una strada provinciale collega il comune con.la strada statale 90 delle Puglie, arteria di grande comunicazione che consente le relazioni con Avellino e Benevento da un lato e con Ariano Irpino e Foggia dall'altro.

## Amministrazione

### Sindaci
| Periodo | Periodo   | Primo cittadino      | Partito                                 | Carica  | Note   |
| ------- | --------- | -------------------- | --------------------------------------- | ------- | ------ |
| 1995    | 2004      | Walter De Pietro     | centro-sinistra                         | Sindaco | [ 14 ] |
| 2004    | 2009      | Antonio Zullo        | lista civica Insieme per Bonito         | Sindaco | [ 14 ] |
| 2009    | 2014      | Antonio Zullo        | lista civica Insieme per Bonito         | Sindaco | [ 14 ] |
| 2014    | 2019      | Giuseppe De Pasquale | lista civica Progetto comune per Bonito | Sindaco | [ 14 ] |
| 2019    | 2024      | Giuseppe De Pasquale | lista civica Progetto comune per Bonito | Sindaco | [ 14 ] |
| 2024    | in carica | Giuseppe De Pasquale | lista civica Progetto comune per Bonito | Sindaco | [ 14 ] |

### Altre informazioni amministrative
Il comune fa parte dell'Unione dei comuni Terre dell'Ufita.

### Gemellaggi
- Neuillé-Pont-Pierre[16]